# Holger Badstuber
Holger Badstuber (Memmingen, 13. ožujka 1989.), je bivši njemački nogometni obrambeni igrač. Badstuber je svoje sposobnosi razvio u Bayernovoj juniorskoj i rezervnoj momčadi. Zajedno s mladim Thomasom Müllerom, u srpnju 2009. godine potpisao je ugovor sa seniorskom momčadi FC Bayerna. Badstuber je cijelu 2008./09. sezonu proveo na klupi seniorske momčadi. Debitirao je u prvoj ligaškoj utakmici 2009./10. sezone, protiv TSG 1899 Hoffenheima. Nakon toga, pozvan je u njemačku reprezentaciju do 21 godine, za koju je debitirao u 3:1 porazu protiv Turske. U 2017. godine je posuđen Schalkeu 04.

## Nagrade i uspjesi
FC Bayern München
- Bundesliga: 2009./10., 2012./13., 2013./14., 2014./15., 2015./16.
- Njemački kup: 2009./10., 2012./13., 2013./14., 2015./16.
- UEFA Liga prvaka: 2012./13.
- UEFA Superkup: 2013.
- FIFA Svjetsko klupsko prvenstvo: 2013.

## Vanjske poveznice
- Profil  Arhivirana inačica izvorne stranice od 4. ožujka 2010. (Wayback Machine) na Transfermarkt.de (njem.)
- Statistika na Fussballdaten.de  (njem.)